# Solvay (firma)

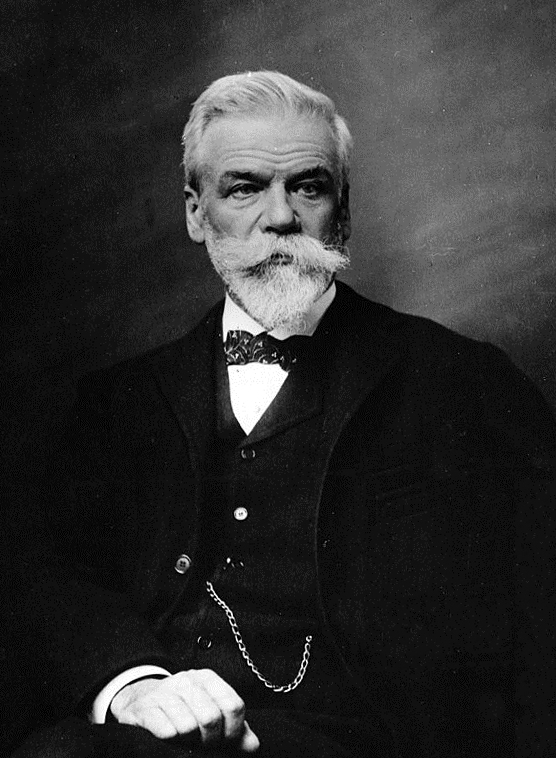
Ernest Solvay (kolem 1900)

Solvay [solvé] je nadnárodní chemický koncern, jeden z deseti největších na světě, se sídlem v Bruselu. Působí v 52 zemích, zaměstnává přes 26 000 lidí a objem prodeje v roce 2014 činil 10,2 miliardy EUR.

## Historie
Firmu založil belgický chemik Ernest Solvay (1838–1922), který objevil nový postup výroby sody a s bratrem Alfredem postavili roku 1863 v Charleroi první výrobnu. Po těžkých začátcích, kdy firma dokonce zbankrotovala, se jim podařilo Solvayův proces zdokonalit tak, že koncem 19. století se už 90 % sody vyrábělo tímto způsobem. Podnik rychle expandoval do dalších evropských zemí i do USA a zároveň rozšiřoval pole své činnosti.
Roku 1905 založil Solvay spolu se Spolkem pro chemickou a hutní výrobu továrnu na výrobu sody v Neštěmicích (Ústí nad Labem). Vápenec pro tuto výrobu se do 20. let 20. století těžil v Solvayově lomu u Křižan, ale již v roce 1915 podal neštěmický závod nadřízenému ředitelství společnosti Rakouského spolku pro chemickou a hutní výrobu zprávu, že ložisko vápence v Křižanech je vyčerpáno. Započaly tedy přípravy k otevření Solvayových lomů v obci Svatý Jan pod Skalou, zde těžila firma vápenec v letech 1918–1956 a poté byl lom předán k dotěžení Správě silnic Praha, pobočce Beroun pro stavbu okolních silnic.

## Hlavní odvětví činnosti
Vedle svých tradičních produktů, jako je soda nebo peroxid vodíku, produkuje firma stále širší spektrum umělých hmot a polymerů, umělá vlákna, materiály pro farmaceutický průmysl a kosmetiku, petrochemický průmysl, elektroniku a letectví, pro baterie a palivové články, pro ochranu prostředí a mnoho dalších pro nejrůznější použití.

## Veřejně prospěšná činnost
Ernest Solvay byl také významný filantrop a jeho firma byla jedna z prvních, která zavedla osmihodinovou pracovní dobu. Solvay podporoval Bruselskou univerzitu a založil na ní tři vědecké ústavy pro fyziologii, sociologii, fyziku a chemii. Tyto dva pořádají každé tři roky významné světové Solvayovy konference v oboru fyziky (od roku 1911) a chemie (od roku 1922) za účasti nejslavnějších vědců. Firma také podporuje projekt Solar Impulse, vývoj letadla na solární pohon, na němž se sama významně podílí.